# Dave Kilminster

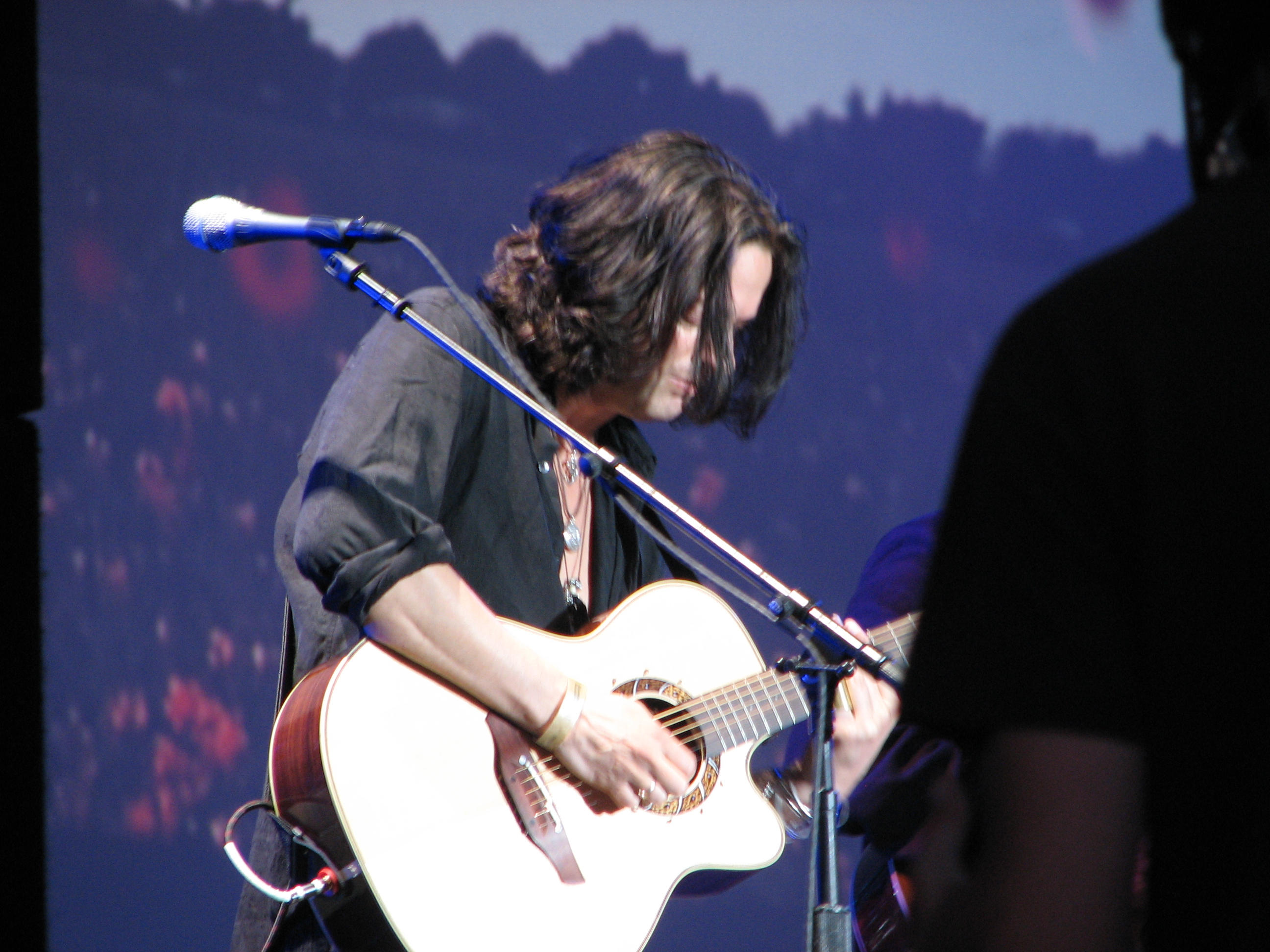
Dave Kilminster 2006

Dave Kilminster (* 25. Januar 1962 in England) ist ein britischer Progressive-Rock-Gitarrist, Sänger, Komponist und Musiklehrer.

## Auftritte
Kilminster ist bekannt für Auftritte mit Keith Emerson (seit 2002) und mit Roger Waters auf seiner The Dark Side Of The Moon-Tour (2006–2008), wo er einen Großteil der Gitarren- und Gesangsarbeit ausführte, die eigentlich David Gilmour oblag. 2010–2013 begleitete Kilminster erneut Waters bei The Wall Live und von 2016–2018 auf der Us & Them-Tournee. 
Er spielte auch gemeinsam mit John Wetton (ex-King Crimson), Ken Hensley (ex-Uriah Heep), Qango (einem Asia Spin-off), The Nice und Carl Palmer. 2015/16 begleitete er Steven Wilson bei einem Teil der „Hand. Cannot. Erase.“-Tour.

## Biographie
Dave Kilminster begann früh mit dem Klavierspiel; 1976 wähltr er die Gitarre als Instrument. In seiner Jugend machte er auch Erfahrungen mit dem Singen in einem Barbershop-Quartett, was ihm einen soliden Hintergrund für spätere Sängertätigkeiten mitgab.
Er startete seine aktive Tätigkeit im Jahre 1991 und gewann im selben Jahr mit dem Instrumentalstück Sundance den Preis „Guitarist of the Year“ in einem Wettbewerb des Guitarist Magazine. Wenig später wurde Kilminster ersucht, am Guitar Institute in Acton (London) zu lehren. Dazu gehörte auch das Schreiben von Prüfungsmaterial und Kursunterlagen für das Trinity College und die Thames Valley Universität.
Kilminster ist derzeit Lehrer an der Academy of Contemporary Music in Guilford und auch für Guitar Break, die Wochenendevents in Großbritannien ausrichten. Er hat eine Reihe von Lehr-DVDs für Roadrock's Licklibrary herausgegeben. Kilminster hat über 200 Artikel für das Guitar Techniques-Magazin geschrieben.

## Stil und Techniken
Kilminster spielt für gewöhnlich linkshändig (er ist von Natur aus Linkshänder), aber nachdem er sich bei einem Go-Kart-Unfall verletzte, begann er, rechtshändig zu spielen. Er ist weithin als guter Lehrer und als ein hervorragender Techniker in den Spielarten Pull-off, Tapping, Hammer-on und Sweep Picking bekannt. Kilminster veröffentlichte 2004 erneut sein Akustikgitarrenalbum „Playing with Fire“. Scarlet, ein Rockalbum, mit Kilminster an der Gitarre und als Sänger zusammen mit Schlagzeuger Pete Riley und Bassist Phil Williams, wurde 2007 publiziert. Kilminster schreibt sämtliche Texte und die Musik.

## Privat
- Kilminster ist mit Guthrie Govan befreundet, dem Gitarrist in der von Downes/Payne geleiteten Band Asia (2001–2006); sie spielten auf mehreren Auftritten während der 1990er Jahre zusammen und arbeiteten gelegentlich im „The Bassment“ in Chelmsford, Essex (UK) an Abenden, die vom Jazz Fusion Ensemble „The Fellowship“ veranstaltet wurden. Govan und Kilminster arbeiteten zuletzt auf der International Music Show  in der Londoner ExCel Arena am 14. Juni 2008 zusammen, wo Kilminster Lieder von seinem Album Scarlet spielte, bevor er sich zu Govan und dessen Band gesellte, um Stücke vom Album Erotic Cakes zu spielen.
- Kilminster ist seit langem mit der englischen Liedermacherin Anne-Marie Helder zusammen, er hat auch ihr 1. Soloalbum The Contact (2004) mitproduziert, und sie singt die Background-Stimmen auf seinem 2007er-Debütalbum Scarlet.

## Belege
- Biography (Seite nicht mehr abrufbar. Suche in Webarchiven)
- Guitar Planet Magazine Interview (Seite nicht mehr abrufbar. Suche in Webarchiven)